# Mars One
 (juillet 2020).
Mars One était un projet visant à installer une colonie humaine sur la planète Mars et l'occuper dès 2032. Le projet avait été lancé par l'ingénieur néerlandais Bas Lansdorp (en 2011), le credo des fondateurs du projet était qu'une mission spatiale habitée vers Mars, projet envisagé par la NASA, serait réalisable dès aujourd'hui à des coûts relativement modérés (6 milliards de dollars américains pour la première phase) en utilisant des techniques existantes et des composants déjà développés notamment par la société SpaceX. Une particularité du projet est qu'il avait prévu de se financer grâce à une exploitation médiatique de l'expédition, sur le modèle de la téléréalité.
Les responsables du projet n'ont pas fourni de détails crédibles sur la manière dont seraient résolues les contraintes techniques et financières qui ont jusqu'ici empêché la réalisation d'un projet de ce type. La société suisse qui avait racheté le projet à ses concepteurs, Mars One Venture AG, a été mise en redressement le 5 février 2019, puis en liquidation le 5 mars 2019, avec un passif de 1,1 million de francs suisses.

## Candidats
Selon la société Mars One Venture, près de 200 000 candidats de plus de 140 pays avaient postulé et versé des droits d'inscription pour devenir les premiers colons martiens entre avril 2013 et février 2015, mais aucune source extérieure n'a confirmé ce nombre. Cent candidats ont été présélectionnés et ils devaient passer des épreuves pour une troisième phase de sélection fin 2016. L'entraînement aurait dû commencer en 2017.
Toutefois, après son rachat par des financiers suisses, en décembre 2017, la société a annoncé que la sélection de 12 à 24 candidats[source insuffisante] était repoussée à 2019[source insuffisante], sans plus de précision : c'est en effet à partir de cette étape que le projet devait engager des dépenses plus importantes, en salariant les candidats et en diffusant un programme permanent de téléréalité[source insuffisante].

## Financement
Après un lancement en fanfare, puis des difficultés croissantes, en raison notamment de son incapacité à fournir des réponses crédibles aux critiques virulentes du monde scientifique, l'entreprise a tenté jusqu'à sa faillite de réunir des parrains et investisseurs, en imaginant de transformer « l'aventure » en émission de télé-réalité.
Les parrains du projet comptaient le créateur de la première émission à succès de télé-réalité, Big Brother, ainsi que Gerard 't Hooft, prix Nobel 1999 dans le domaine de la physique des particules.
Mars One a également lancé une campagne de financement participatif (crowdfunding) pour réunir des fonds qui auraient servi à une étude de faisabilité réalisée par Lockheed Martin[source insuffisante].

## Problématiques
Le projet de Mars One a reçu un écho médiatique important mais manquait de crédibilité pour de nombreuses raisons.

### Techniques
Mars One indiquait s'appuyer sur des technologies existantes ; cependant :
- du fait du caractère très ténu de l'atmosphère martienne, il n'existe pas de technique opérationnelle permettant de faire atterrir un vaisseau de plus d'une tonne sur Mars. Or le poids à vide d'une capsule SpaceX Dragon est de 4,2 tonnes. Des technologies permettant de s'affranchir de cette contrainte sont à l'étude comme le bouclier thermique gonflable, qui permet d’accroître le freinage durant la rentrée atmosphérique en augmentant la surface du bouclier, ou la propulsion à vitesse supersonique (moteur-fusée), qui permet de démarrer les rétrofusées à haute altitude. Mais ces technologies n'ont fait l'objet, au mieux, que de tests à échelle réduite (bouclier gonflable) dans des conditions ne reproduisant pas les conditions martiennes. Leur arrivée à maturité nécessite des investissements et des moyens financiers importants et beaucoup de temps (sans doute pas moins d'une décennie) pour garantir leur fonctionnement avec une probabilité de succès compatible avec l'emport d'équipage[10] ;
- avec les méthodes les plus sophistiquées existantes (grue volante de Mars Science Laboratory), les vaisseaux qui atterrissent sont dispersés dans un rayon de plusieurs kilomètres et peuvent se poser sur des sites ne permettant pas leur déplacement ultérieur[10] ;
- les systèmes de production de carburant et d'oxygène in situ (ISRU) n'en sont qu'au stade expérimental. Au milieu des années 2000 dans le cadre du programme Constellation de la NASA, un échéancier des travaux de recherche à mener et des tests à réaliser avait fixé à 2019 l'utilisation sur la Lune de tels systèmes et une décennie plus tard pour sa mise en œuvre sur Mars. Peu d'avancées ont été réalisées depuis[11] ;
- les systèmes de production de nourriture in situ n'en sont qu'au stade expérimental sur Terre et demandent des installations de très grande dimension. Une tentative relativement réaliste comme Biosphère II, qui imposerait des coûts gigantesques s'il fallait la transposer sur Mars (masse énorme), a été un échec total. Au 65e Congrès international d'astronautique à Toronto, cinq étudiants du MIT ayant très sérieusement étudié toutes les données du projet Mars One, rendent un rapport selon lequel les astronautes mourront environ 68 jours après leur atterrissage sur Mars[12]. Le projet prévoit la culture de nombreuses plantes pour s'alimenter, ce qui créerait une grosse quantité d'oxygène en milieu fermé, très toxique pour les astronautes. Bas Lansdorp, le responsable du projet, a rétorqué qu'il mettrait au point un système de ventilation permettant d'évacuer l'oxygène vers l'extérieur et d'éviter ainsi la mort des astronautes, tout en reconnaissant lui-même qu'un tel système n'existe pas à ce jour.

### Humaines
L'expérience acquise par les astronautes dans les stations spatiales a démontré que la santé mentale et physique d'équipages pourtant triés sur le volet est affectée par les séjours de longue durée dans l'espace :
- les séjours dans une capsule de la taille de la capsule Dragon n'ont jamais excédé une dizaine de jours. Les séjours de longue durée dans des stations spatiales (Station spatiale internationale, Mir) d'équipages sélectionnés notamment pour leur aptitude à rester rationnel dans un monde clos, isolé et stressant ont permis de constater que tous sont affectés au bout de quelques mois par la situation. Plusieurs missions ont été interrompues ou certains équipages ont connu des situations très éprouvantes sur le plan psychologique malgré l'existence de liaisons en temps réel avec des équipes de soutien psychologique et médical au sol. Même les sujets les plus solides se replient sur eux-mêmes au bout de quelques mois ce qui affecte la capacité opérationnelle de l'équipage. Les futurs spationautes de Mars One vont affronter des situations psychologiques beaucoup plus éprouvantes. Les équipages des stations spatiales disposent en effet d'un espace habitable nettement plus important que ce qui est envisagé pour les équipages de Mars One. Les communications en temps réel depuis Mars sont impossibles (un véritable dialogue est impossible avec un délai de communication de plusieurs dizaines de minutes). Les équipages des stations spatiales peuvent revenir dans un délai de quelques jours sur Terre alors que le délai atteint plusieurs années depuis Mars et que le retour n'est pas prévu du tout dans le cadre du projet Mars One. Le stress lié au risque est sans commune mesure avec celui des équipages tournant en orbite basse ;
- le trajet vers Mars durera 7 mois. Grâce à l'expérience des séjours de longue durée des équipages de la station spatiale internationale, nous savons que les astronautes qui retrouvent la gravité après un tel délai sont fortement handicapés sur le plan physique durant plusieurs semaines ;
- en se fondant sur les mesures effectuées durant le trajet de la sonde spatiale Mars Science Laboratory entre la Terre et Mars, une étude NASA/SwRI estime le niveau de radiations reçues durant un tel trajet à 1,8 milliSievert/jour[13][source insuffisante],[14] soit 378 milliSieverts pour un trajet de 7 mois (dans l'industrie nucléaire la dose maximale est fixée à 20 milliSieverts/an aux États-Unis et à 12 mSv en Europe). Le projet de nanosatellite « Mars Flyby Cubesat » dirigé par l'ESEP[Quoi ?] et l'université nationale Cheng Kung de Taïwan a pour mission de relever la quantité de radiation sur la gamme 50 MeV - 500 MeV afin de vérifier la faisabilité de vols habités vers Mars[15][source insuffisante]. Le projet est actuellement[Quand ?] en phase B ;
- les conséquences à long terme sur l'organisme d'une gravité de 0,38 g ne peuvent qu'être extrapolées à partir des données des astronautes de l'ISS.